# Stefan Lazarević (cestista)
Stefan Lazarević (in serbo Стефан Лазаревић?; Belgrado, 20 agosto 1996) è un cestista serbo.

## Palmarès

### Squadra

#### Competizioni nazionali
- Campionato serbo: 3

Stella Rossa: 2021-2022, 2022-2023, 2023-2024
- Coppa di Serbia: 3

Stella Rossa: 2022, 2023, 2024

#### Competizioni internazionali
- Lega Adriatica: 2

Stella Rossa: 2021-2022, 2023-24